# General armije
General armije je generalski čin u nekim vojskama. 

## Amerika
U Američkoj vojsci ovaj čin odgovara General of the Army.

## Hrvatska
U Hrvatskoj vojsci odgovara najvišem činu - stožernog generala. Po rangu mu u Hrvatskoj ratnoj mornarici odgovara čin admirala flote (do 1999. godine ovaj čin zvao se stožerni admiral). 

## SFR Jugoslavija
U Jugoslavenskoj narodnoj armiji (JNA) general armije je bio najviši čin, osim u periodu između 1955. i 1974. godine kada je postojao čin generala JNA, te mu je u Jugoslavenskoj ratnoj mornarici odgovarao čin admirala flote, po uzoru na činove drugih vojski i mornarica.

## Velika Britanija
U Britanskoj vojsci odgovara čin Field Marshal (feldmaršal).

## Ostalo
U mnogim drugim vojskama svijeta general armije je također najviši vojni čin kojemu po rangu u mornarici odgovara čin admirala flote. Svi spomenuti činovi prema NATO-voj klasifikaciji nose oznaku OF-10.